# Spyro
Spyro é uma série de jogos de plataforma que apresenta principalmente o protagonista Spyro the Dragon. Desde a introdução da série em 1998, tem havido inúmeras sequências, spinoffs e reinicializações. Originalmente propriedade da Universal Studios (via Universal Interactive) e criada pela Insomniac Games, a franquia mudou de mãos e desenvolvedores inúmeras vezes. Em 2008, a Activision adquiriu os direitos sobre o IP.
Em 2018, a Toys For Bob, conhecida por criar a franquia Skylanders, anunciou que está desenvolvendo remakes dos três primeiros títulos de Spyro the Dragon chamados Spyro Reignited Trilogy. O trailer foi revelado em 5 de abril de 2018 e estava programado para ser lançado em 21 de setembro de 2018, mas o lançamento foi adiado para 13 de novembro de 2018.

## Personagens
- Spyro: Um dragão lilás que é o personagem principal em todos os jogos da série. Ele possui várias habilidades e poderes especiais, tais como lançar fogo, dar cabeçadas, subir escadas, voar, nadar, planar, etc. Durante o decorrer da série, Spyro derrota vários vilões e salva vários reinos encantados. Alguns dos vilões mais famosos derrotados por Spyro são: Gnasty Gnorc em Spyro the Dragon, Ripto em Spyro 2: Ripto's Rage!, The Sorceress em Spyro: Year of the Dragon, entre outros. Spyro possui os elementos Fogo, Gelo, Terra, Eletricidade, Planta, Lutador, Fada, Voador, Inseto, Psíquico, etc. Spyro fica congelado junto com Cynder em The Legend of Spyro: The Eternal Night, e em The Legend of Spyro: Dawn of the Dragon eles se descongelam.
- Cynder: É uma jovem dragão fêmea que foi controlada por Malefor em A New Begining e forçada a assumir uma forma adulta, mas quando Spyro a derrota, volta a sua forma original, tornando-se então a melhor amiga de Spyro. Em Dawn of the Dragon, Cynder é jogável, no fim do jogo, ela confessa que o ama. Cynder possui os elementos Veneno, Medo, Sombra e Vento.
- Sparx: Companheiro constante de Spyro. Sparx é uma libélula e serve como a saúde de Spyro na maioria dos jogos da série. Ajuda na coleta de diamantes. Sparx é jogável em Spyro: Year of the Dragon e Hero's Tail.
- Agent 9: É um macaco jogável em Spyro: Year of the Dragon. Quando fica irritado com um inimigo ou quando vê algum, ele cria uma grande explosão. Fala muito rápido e tem um sotaque louco.
- Bentley: Um yeti introduzido em Spyro: Year of the Dragon. Fala de uma forma calma e educada. Ataca com um bastão de gelo.
- Bianca: Uma jovem coelha introduzida em Spyro: Year of the Dragon como aprendiz da The Sorceress. Bianca acaba indo para o lado de Spyro no mesmo jogo. A partir dos demais jogos ela é uma personagem que ajuda Spyro.
- Blink: Uma jovem toupeira que adora explorar o subsolo. É sobrinho do Professor e tem um pistola em cada uma de suas mãos.
- Professor: É um cientista. Trouxe Spyro a Avalar, em Spyro 2: Ripto's Rage!. É muito inteligente e sempre ajuda Spyro.
- Hunter: Se tornou o melhor amigo de Spyro após sua viagem a Avalar. É uma onça-pintada muito ágil que tem uma certa queda por Bianca.Se torna jogável em Spyro: Year of the Dragon e Hero's Tail.
- Sheila: Uma canguru fêmea que pula muito alto e possui um leve sotaque australiano. É um dos animais que Moneybags liberta pelas pedras de Spyro.
- Sargento Byrd: Um pinguim que apareceu primeiramente em Spyro: Year of the Dragon. É armado com várias bombas e um foguete lançador de misseis tele-guiados.
- Elora: Uma fauna guardiã dos portais de Avalar.
- Moneybags: Um urso que constantemente aparece no caminho de Spyro para extorquir seus diamantes. Em troca deles, ensina algo a Spyro, abre portais e lugares secretos, ou liberta personagens, não ligando para os personagens libertados, mas sim, para a quantidade de pedras que irá receber.
- Zoe: Uma fada que serve de Check Point a Spyro. Ela também ensina coisas a ele sobre os botões do jogo, como pular, voar e planar, além de abrir os portais para os minigames de Sparx.
- Ember: Uma pequena dragão fêmea muito parecida com Spyro e é apaixonada por ele.
- Flame: Um dragão vermelho também muito parecido com Spyro. Muito amigo de Ember.
- Dragons Elders: Um grupo de dragões poderosos líderes da Terra dos Dragões.
- Ignitos: É um dragão vermelho, ele é um dos Dragons Elders e uns dos Maiores Líderes, em The Legend of Spyro: Dawn of the Dragon ele aparenta ter morrido tentando ajudar Spyro e Cynder.
- Gnasty Gnorc: Esse ser maligno é um Gnorc, criaturas parecidas com duendes, Gnasty Gnorc é o líder desses Gnorcs e os criou com sua clava mágica, congelou os dragões da Terra dos Dragões e em Hero's Tail foi ressuscitado por Evil Red.
- Ripto: é um Riptoc, que é uma espécie de lagartos mutantes, apesar de ser baixinho possui uma varinha mágica com um poderoso rubi na ponta que faz muitas magias do mal, tem dois assistentes não muito espertos e odeia dragões, pode congelar criaturas, dar vida a ídolos de madeira, etc.
- The Sorceress: Ela provavelmente é uma Riptoc, como Ripto, mas não é uma serva dele, em Spyro: Year of the Dragon ela mandou sua aprendiz Bianca, juntamente com alguns Rhynocs (criaturas parecidas com rinocerontes), capturar os ovos dos dragões, para conseguir criar uma poção com eles e criar asas, assim tornar-se imortal. The Sorceress possui uma varinha mágica com um ovo de dragão na ponta, é uma exímia feiticeira, excelente em magia negra, e também tem muita facilidade em transformar um ser em outro, com sua varinha mágica ela pode lançar raios, criar monstros, etc. Ela ensinou sua aprendiz Bianca a fazer mágicas dando-a de presente um grimório, mas logo Bianca desistiu de ser aprendiz de feiticeira.

- Evil Red: já foi um dos Dragões Elders, mas certo dia, Red se tornou Evil Red, ou seja, se tornou mau, ele tentou matar o líder dos Dragões Elders, mas falhou, e foi exilado da Terra dos Dragões, depois de muitos anos Evil Red ressucita Gnasty Gnorc e seus Gnorcs e os obriga a plantar Dark Gems (que são joias das sombras) na Terra dos Dragões. Evil Red provavelmente foi um Elder do gelo, pois seu cetro é capaz de controlar poderes glaciais, em Shadow Legacy foi revelado que ele era apenas o fantoche de um bruxo misterioso.
- Ineptune: é uma rainha-sereia do mal, em Hero's Tail foi contratada por Evil Red para matar Spyro, ela possui poderes do veneno e pode lançar esferas venenosas e uma baforada de veneno, sua mágica vem da ametista maligna em seu cinturão.

## Jogos
| Título                                                        | Ano  | Desenvolvedora                      | Plataforma                                                   |
| ------------------------------------------------------------- | ---- | ----------------------------------- | ------------------------------------------------------------ |
| Spyro the Dragon                                              | 1998 | Insomniac Games                     | PlayStation                                                  |
| Spyro 2: Ripto's Rage!                                        | 1999 | Insomniac Games                     | PlayStation                                                  |
| Spyro: Year of the Dragon                                     | 2000 | Insomniac Games                     | PlayStation                                                  |
| Spyro: Season of Ice                                          | 2001 | Digital Eclipse                     | Game Boy Advance                                             |
| Spyro: Season of Flame                                        | 2002 | Digital Eclipse                     | Game Boy Advance                                             |
| Spyro: Enter the Dragonfly                                    | 2002 | Check Six Studios                   | PlayStation 2, GameCube                                      |
| Spyro: Attack of the Rhynocs (EUA) / Spyro Adventure (Europa) | 2003 | Digital Eclipse                     | Game Boy Advance                                             |
| Spyro Fusion                                                  | 2004 | Vicarious Visions                   | Game Boy Advance                                             |
| Spyro: A Hero's Tail                                          | 2004 | Eurocom Entertainment Software      | PlayStation 2, GameCube, Xbox                                |
| Spyro: Shadow Legacy                                          | 2005 | Amaze Entertainment                 | Nintendo DS                                                  |
| The Legend Of Spyro: A New Beginning                          | 2006 | Krome Studios, Amaze Entertainment  | PlayStation 2, GameCube, Xbox, Game Boy Advance, Nintendo DS |
| The Legend Of Spyro: The Eternal Night                        | 2007 | Krome Studios, Amaze Entertainment  | PlayStation 2, Wii, Game Boy Advance, Nintendo DS            |
| The Legend of Spyro: Dawn of the Dragon                       | 2008 | Étranges Libellules, Tantalus Media | PlayStation 2, PlayStation 3, Xbox 360, Wii, Nintendo DS     |
| Spyro Reignited Trilogy                                       | 2018 | Toys for Bob                        | PlayStation 4, Xbox One, Microsoft Windows, Nintendo Switch  |